# SummerSlam 1988
SummerSlam 1988 was een professioneel worstel-pay-per-viewevenement dat georganiseerd werd door World Wrestling Federation (WWF). Dit evenement is de 1e SummerSlam en vond plaats in het Madison Square Garden in New York op 29 augustus 1988.

## Matchen
| Nr.                                                                          | Match | Winnaar(s)                                      |
| ---------------------------------------------------------------------------- | --- | ----------------------------------------------- |
| 1                                                                            | The Fabulous Rougeaus vs. British Bulldogs in een tag team match                                                                                               | Geen winnaar; tijdlimiet van 30 min. verstreken |
| 2                                                                            | Ken Patera vs. Bad News Brown in een één-op-één match | Bad News Brown                                  |
| 3                                                                            | Rick Rude vs. Junkyard Dog in een één-op-één match | Rick Rude                                       |
| 4                                                                            | The Powers of Pain (met The Baron) vs. The Bolsheviks (met Slick) in een tag team match                                                                        | The Powers of Pain                              |
| 5                                                                            | The Honky Tonk Man (c) (met Jimmy Hart) vs. The Ultimate Warrior in een één-op-één match voor het WWF Intercontinental Championship                            | The Ultimate Warrior (nc)                       |
| 6                                                                            | Dino Bravo (met Frenchy Martin) vs. Don Muraco in een één-op-één match                                                                                         | Dino Bravo                                      |
| 7                                                                            | Demolition (c) (met Mr. Fuji & Jimmy Hart) vs. The Hart Foundation in een tag team match voor het WWF Tag Team Championship                                    | Demolition (c)                                  |
| 8                                                                            | Koko B. Ware vs. The Big Boss Man (met Slick) in een één-op-één match                                                                                          | The Big Boss Man                                |
| 9                                                                            | Hercules vs. Jake Roberts in een één-op-één match | Jake Roberts                                    |
| 10                                                                           | The Mega Powers (met Miss Elizabeth) vs. The Mega Bucks (met Bobby Heenan & Virgil) in een tag team match met Jesse Ventura als (speciale gast scheidsrechter) | The Mega Powers                                 |
| (c) huidige kampioen voor en na de match \| (nc) nieuwe kampioen na de match | |                                                 |